# Eltern-Kind-Beziehung

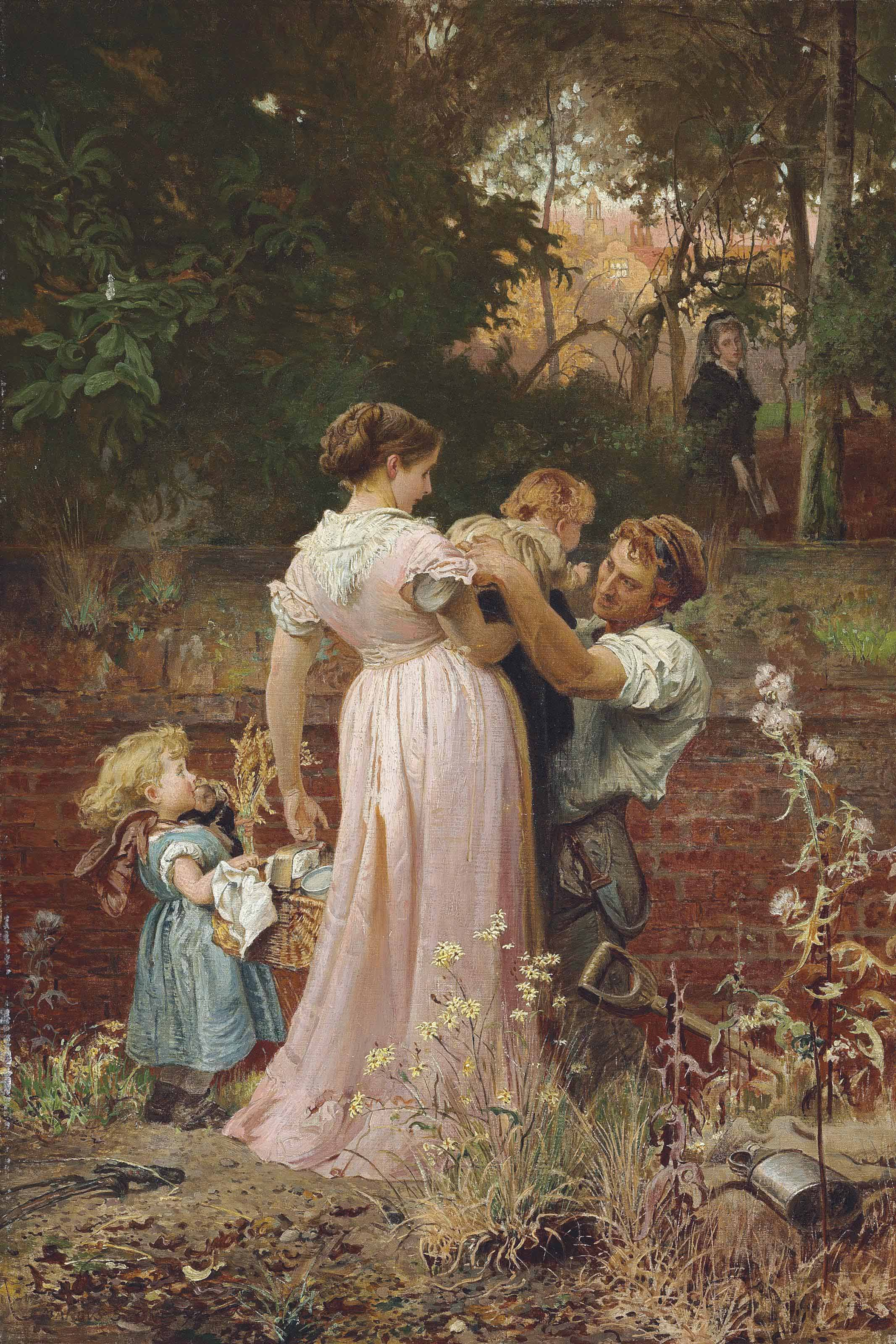
My Lady is a Widow and Childless. Gemälde von Marcus Stone (1840–1921)

Die Eltern-Kind-Beziehung ist die soziale und emotionale Beziehung zwischen einem Elternteil und dem eigenen Kind. Sie ist eine häufig untersuchte Zweierbeziehung (Dyade). Man unterscheidet manchmal nach dem Geschlecht des Elternteils Mutter-Kind-Beziehung und Vater-Kind-Beziehung sowie zusätzlich nach dem Geschlecht des Kindes Vater-Sohn-Beziehung, Mutter-Tochter-Beziehung, Vater-Tochter-Beziehung, Mutter-Sohn-Beziehung. Ist der Sohn oder die Tochter erwachsen, wird meist eine der letztgenannten Bezeichnungen verwendet.
In der Familientherapie und -soziologie werden die beiden Eltern-Kind-Beziehungen auch zusammen mit der elterlichen Paarbeziehung als Vater-Mutter-Kind-Beziehung und somit als Triade (Dreierbeziehung) betrachtet.
Es handelt sich bei der Eltern-Kind-Beziehung von Beginn an um eine ungleiche Beziehung: der Säugling ist in seinem Überleben von der Beziehung zu Mutter, Vater oder betreuender Bezugsperson existenziell abhängig, wobei im Verlauf von Kindheit und Adoleszenz eine zunehmende Individuation stattfindet. In westlichen Gesellschaftsformen sind im Allgemeinen die Eltern vorrangig für die Erziehung des Kindes verantwortlich, und das Kind bleibt bis zur Volljährigkeit in elterlicher Obhut. So sind Eltern-Kind-Beziehungen im Zusammenspiel mit anderen Faktoren wie der Geschwisterkonstellation, Vorbildern, Peer Groups und Einfluss der Massenmedien prägend für die Entwicklung des Kindes.

## Psychologie und Sozialwissenschaften
Die Eltern-Kind-Beziehung und allgemeiner die Familie als Entwicklungskontext sind Gegenstand der Entwicklungspsychologie. Die Beziehung ist ebenfalls Gegenstand der Psychologie, Sozialpsychologie, Pädagogik und anderer Gesellschaftswissenschaften.

### Psychologie und Medizin

#### Entwicklungspsychologie und Bindungsforschung
Haim Omer und Arist von Schlippe betonten die Bedeutung der elterlichen Präsenz als Voraussetzung dafür, dass sich das Kind sicher und aufgehoben fühlen kann. Diese Präsenz sei gerade auch dann wichtig, wenn Kinder sich nicht an eine von den Eltern angebotene Orientierung halten. Erfüllt ein Elternteil hingegen stets die Wünsche des Kindes oder zieht er sich zurück, so lasse er das Kind innerlich in einem leeren Raum zurück.

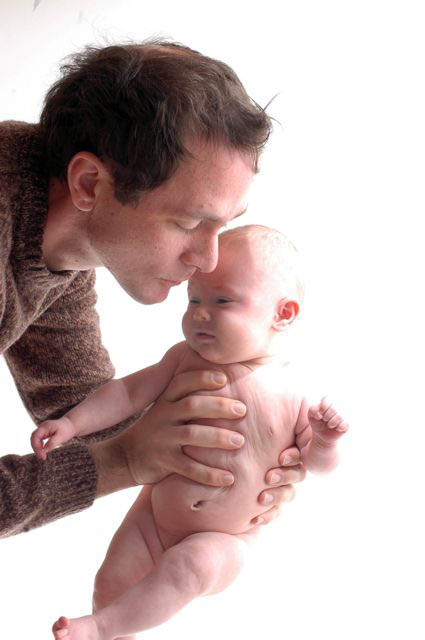
Vater mit Tochter

Aufgrund der Abhängigkeit eines Säuglings von der Interaktion mit der betreuenden Person und aufgrund der Art der Interaktion werden insbesondere Regulationsstörungen im Säuglingsalter als eng mit der Eltern-Kind-Beziehung verknüpft angesehen. Täglicher Umgang beim Stillen bzw. Füttern, Tragen, Wickeln usw. tragen zur Beziehung mit dem Säugling bei. Die Beziehung und Bindung zwischen Eltern und Kind beruht ab Geburt auf vorsprachlicher Interaktion und Kommunikation, die zu einem großen Teil intuitiv geschehen. Hierbei können Interaktions- und Kommunikationsmuster auch generationsübergreifend wirksam werden: eigene Kindheitserfahrungen der Eltern beeinflussen sie durch vielfältige, oft unbewusste Wirkmechanismen. So gibt es Hinweise, dass Mütter desto feinfühliger auf ihr Baby reagieren, umso besser sie die Betreuung durch die eigene Mutter einschätzen, und dass ihre diesbezügliche Einschätzung mit messbaren Eigenschaften des Gehirns korreliert.
Wenn die Selbstregulation des Säuglings problematisch ist, ist eine besonders hohe elterliche Feinfühligkeit oder intuitive elterliche Kompetenz erforderlich. Frühkindliche Regulationsstörungen entstehen in der Regel multifaktoriell durch ein Zusammenwirken biologischer Risikofaktoren von Seiten des Kindes, psychosozialer Bedingungen von Seiten der Eltern und mangelnder Unterstützung seitens des sozialen Umfeldes.
Die Bindungstheorie unterscheidet zwischen mehreren Bindungstypen, die die Art der Bindung zwischen Bezugsperson(en) und Kind charakterisieren und die Persönlichkeitsentwicklung beeinflussen. Die verschiedenen Bindungseinstellungen elterlicher Bezugspersonen gehen dabei gehäuft mit bestimmten Bindungstypen der Kinder einher (siehe: Adult Attachment Interview, Zusammenhänge zwischen der Bindung Erwachsener und kindlichen Bindungstypen).
Die Eltern-Kind-Beziehung wird durch viele Faktoren beeinflusst. Im ersten Lebensjahr ist eine  möglichst große Übereinstimmung zwischen Eltern und Kind bedeutsam. Diese wird im Fit-/Misfit-Modell von Remo H. Largo als „Passung“ bezeichnet angelehnt an das Modell des goodness of fit (Passung von Temperament und Umgebung) von Thomas und Chess. Diese Passung entwickelt sich im Laufe der frühen Eltern-Kind-Interaktionen. Von Thomas und Chess eingeführten Temperamentsdimensionen sowie ihr goodness of fit-Modell werden weithin als wissenschaftliche Basis für Untersuchungen des Temperaments von Kindern eingesetzt.
Ein Review mehrerer Studien von 2003 bis 2013 zeigte auf, dass durch häufiges Schreien eines Säuglings die Eltern-Kind-Bindung leiden kann und bei den Eltern Gefühle wie Hilflosigkeit und Wut aufkommen können. Der physische und psychische Stress könne zudem zu elterlichen Reaktionen führen, die dem Kind schaden. Eltern solle Gelegenheit gegeben werden, mit anderen Personen über ihre Gefühle zu sprechen, um die Auswirkungen des Schreiens auf die Eltern-Kind-Bindung zu begrenzen. Eine Studie wies nach, dass das Schreien von 9 Monate bis sechs Jahre alten Kindern Lärm im Bereich von 99 bis 120 Dezibel entsprechen kann und empfahl zwecks Gehörschutz und Gewaltprävention die Verwendung von Ohrenstöpseln durch Eltern und Erzieher.
Studien zufolge ist die Qualität der Kommunikation zwischen dem Baby bzw. Kleinkind und seiner Bezugspersonen ein entscheidender Faktor für die Entwicklung des Kindes. Die Art, wie Eltern auf ihre Kinder einwirken, wenn diese Furcht verspüren, hat einen Einfluss auf die spätere Entwicklung dissoziativer Symptome. Auch hat die elterliche Reaktion auf die Bedürfnisse des Kindes in der frühen Kindheit eine tiefgehende Wirkung auf die Entwicklung der Identität und auf das Stressreaktionsmuster des Kindes. Eltern gestalten in ihrer Funktion als Organisationsinstanz direkt/aktiv oder indirekt/passiv den Bindungsaufbau des Kindes zum anderen Elternteil mit, was als elterliche Bindungspflege bezeichnet wird.
Es gibt diverse Ansätze der Schwangerschaftsbegleitung, die Elemente der Psychotherapie einbeziehen und darauf zielen, die Beziehung zum Kind bereits prä- oder perinatal zu unterstützen und späteren Bindungsstörungen vorzubeugen. Hierzu zählen das „Ulmer Modell“ (Elterngruppe, Einzelpsychotherapie, Hausbesuch und Feinfühligkeitstraining nach der Geburt) ebenso wie die „Bindungsanalyse“ nach Jenő Raffai und die Haptonomie.

#### Einfluss psychischer Störungen und körperlicher Erkrankungen
Eine psychische Störung eines Elternteils belastet Kinder und Jugendliche, insbesondere wenn sie die Krankheitssymptome und die Probleme der Eltern als unberechenbar und verwirrend erleben, und Studien zufolge haben Kinder psychisch kranker Eltern tendenziell ein erhöhtes Risiko, später selbst psychisch zu erkranken, so auch Kinder von Eltern mit posttraumatischer Belastungsstörung.
Die Weitergabe von Traumata von einer Generation zur nächsten in Form sogenannter transgenerationaler Traumata wurde insbesondere im Zusammenhang mit Kriegssituationen erforscht und bildet einen wesentlichen Bestandteil der Friedens- und Konfliktforschung.
Auch eine körperliche Erkrankung eines Elternteils kann die Beziehung beeinflussen, die Kinder psychisch belasten und sich nachteilig auf die kindliche Entwicklung auswirken. Nach Ansicht von Ärzten des Hamburger Universitätsklinikums wäre ein familienorientiertes Behandlungs- und Betreuungskonzept geeignet, den spezifischen Gefährdungen und Bedürfnissen von Kindern kranker Eltern gerecht zu werden. (Siehe auch: Depressionen bei Kindern als Folge elterlicher Depressionen.)

#### Familienkonstellationen
Laut den Ergebnissen von Befragungen von Eltern, aber auch von Kindern und Jugendlichen, haben Soziologen und Geschwisterforscher festgestellt, dass in vielen Familien die Zeit und Zuneigung der Eltern ungleich auf die Geschwister verteilt ist. Psychologen zufolge hat die Erfahrung, ein bevorzugtes Kind („Lieblingskind“) oder aber benachteiligt gewesen zu sein, teils langfristige Folgen auf das weitere Leben.
Die Psychoanalyse hat Erklärungsmuster für asymmetrische Bindungen eines Kindes zu Mutter und Vater entworfen (siehe hierzu auch: Ödipuskomplex nach Sigmund Freud und Elektrakomplex nach C. G. Jung).

#### Familienberatung und -therapie
Elterntrainings werden als Möglichkeit angesehen, die Beziehung von Eltern und Kind positiv zu gestalten und die verbale und nonverbale Kommunikation in der Familie zu beeinflussen.
Der Familientherapeut Jesper Juul entwickelte eine neue Sichtweise auf das Eltern-Kind-Verhältnis. Er unterstrich die Bedeutung wertschätzenden Beziehungen zwischen Erwachsenen und Kindern. Für diese Grundhaltung und besondere Qualität als Leitbild einer Beziehungskultur prägte Juul den Begriff ligeværdighed, was im Deutschen mit dem Neologismus „Gleichwürdigkeit“ übersetzt wird.

### Soziologie und Anthropologie
In der Soziologie wird die Qualität der Eltern-Kind-Beziehung – neben weiteren Elementen wie Freundschaftsbeziehungen, der Qualität der Nachbarschaft und Mitgliedschaft in Organisationen und Vereinen – als soziales Kapital angesehen, das dem Kind oder Jugendlichen als soziale Ressource dient. Die Pflege der Beziehung zum eigenen Kind ist Teil der Familienarbeit; gesellschaftlich betrachtet dient sie der sozialen Reproduktion.
In Kindheit und Erwachsenenalter ist die Art der Beziehung zu den eigenen Eltern von der eigenen Familiengeschichte, von Charakter und Persönlichkeit der Individuen sowie von gesellschaftlichen Mustern beeinflusst (siehe auch: Familienformen und Familie#Familienformen).
Die soziale Rolle von Mutter und Vater in der Erziehung der Kinder und in der Beziehung zu ihnen weist in einigen Kulturen große Unterschiede auf; auch die Erziehung von Söhnen und Töchtern unterscheidet sich teils deutlich. Auch in Gesellschaften, in denen Veränderungen in Richtung Gleichberechtigung und Gleichstellung der Geschlechter und einer Annäherung der Geschlechterrollen stattgefunden haben, werden geschlechtsbezogene Unterschiede aufgezeigt.
Sozialanthropologische Studien zu Eltern-Kind-Beziehungen in verschiedenen Kulturen wurden unter anderem von Bronisław Malinowski, Margaret Mead und Jean Liedloff durchgeführt.

## Psychoanalyse
Sigmund Freud nahm die Eltern-Kind-Beziehung als Ausgangspunkt für die Psychoanalyse und entwickelte die Theorie des Ödipuskonflikts des Kindes.
Erich Fromm unterschied zwischen dem Prinzip der mütterlichen Liebe und dem der väterlichen Liebe, wobei erstere bedingungslos sei und darum Geborgenheit, Vertrauen und Sicherheit schenke, letztere an Bedingungen geknüpft sei und die Aufgabe habe, das Kind „zu lehren und anzuleiten, damit es mit den Problemen fertig wird, mit denen die Gesellschaft, in die das Kind hineingeboren wurde, es konfrontiert“. Er betonte die Abhängigkeit des Kindes von der Liebe und Zuwendung der Mutter und bezeichnete es als die wahre Probe der Mutterliebe, ob sie im Verlauf der Zeit auch die Ablösung des Heranwachsenden von ihr wünsche und fördere und interpretierte abweichend von Freud den Ödipusmythos als Auflehnung gegen die Autorität des Vaters in einer patriarchalischen Gesellschaft.
Als einer der Pioniere der psychoanalytischen Familienforschung und Familientherapie untersuchte Horst-Eberhard Richter in Ergänzung zu Freuds Analyse der Kind-Eltern-Beziehung die Wirkung gestörter Eltern auf ihre Kinder.
Katharina Rutschky und Alice Miller sahen in der Mainstream-Elternhauserziehung trotz aller Bestrebungen der Reformpädagogik immer noch die der Kindesnatur feindlich gesinnte Pädagogik der Aufklärung am Werke, die sie seit 1977 mit dem Schlagwort der „schwarzen Pädagogik“ belegten und einer psychoanalytischen Deutung unterzogen.

## Vater-Kind-Beziehung

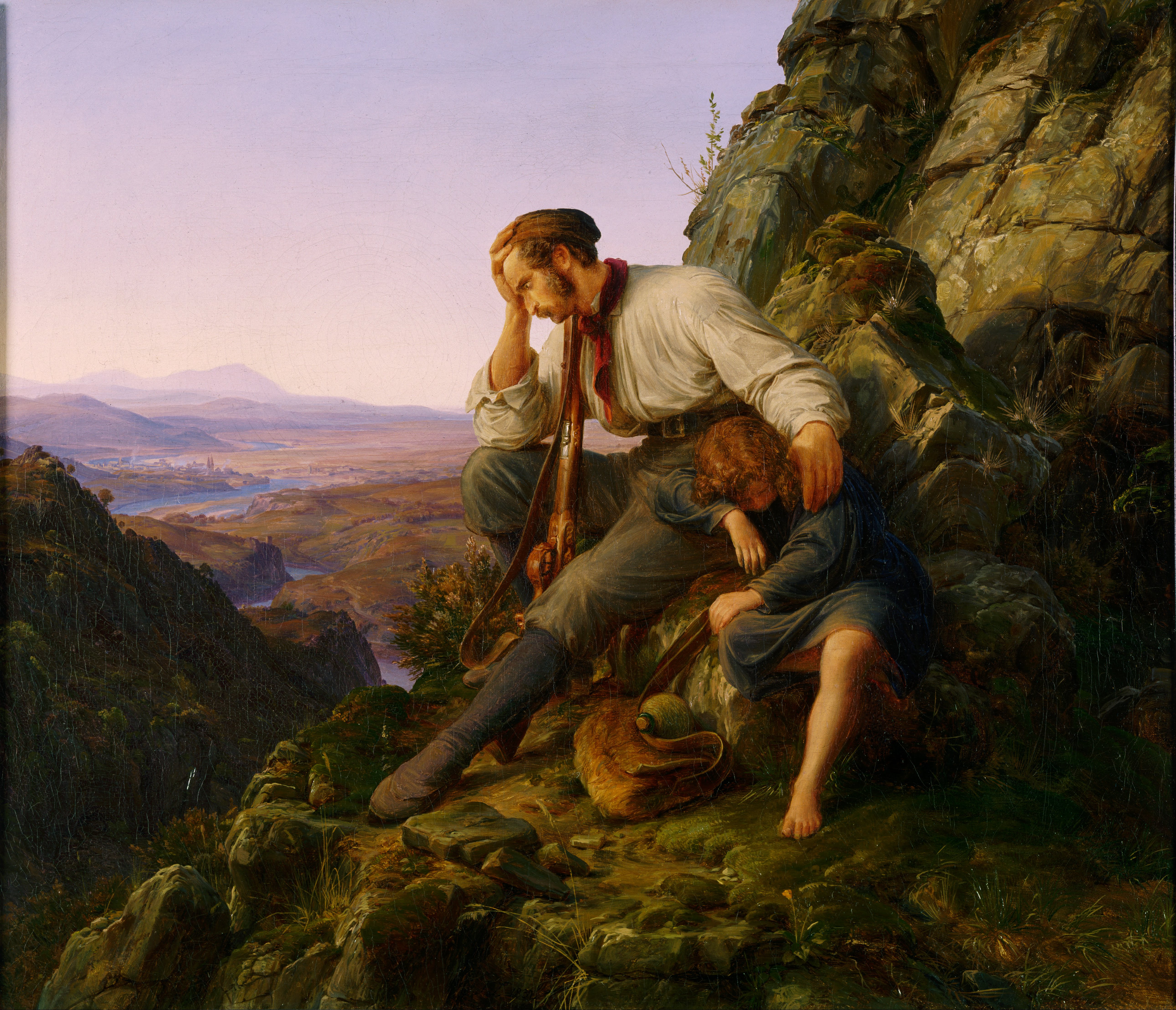
Carl Friedrich Lessing: Der Räuber und sein Kind, 1832, dramatische Reflexion über eine Vater-Kind-Beziehung in der Malerei des 19. Jahrhunderts

Eine 2018 veröffentlichte Studie ergab, dass das Verhalten von Vätern gegenüber ihrem Kind unter anderem von deren Erfahrung mit ihrem eigenen Vater, dem Großvater des Kindes, beeinflusst wird. Hierbei spielt das Modelllernen eine wesentliche Rolle. Väter mit negativen Erfahrungen können das selbst erlebte ungünstige Verhalten entweder unreflektiert reproduzieren oder sich bemühen, es mit dem eigenen Kind anders zu machen, wobei sie teilweise versuchen, die erlebten Defizite in einer engeren Beziehung zu ihrem Kind zu kompensieren. Allerdings tun sich diejenigen Väter leichter, die in ihrer eigenen Kindheit eine positive Vaterbeziehung erlebt haben, da sie nur das erlebte, verinnerlichte Verhalten ihres Vaters zu reproduzieren brauchen. Männer, die eine liebevollere Beziehung zu ihren Vätern hatten, sind besser in der Lage, liebevoll mit ihren Kindern zu kommunizieren, als Männer, die keine liebevolle Vater-Kind-Beziehung erlebt haben. Daher können Männer, deren eigene Väter liebevolle väterliche Verhaltensweisen vorlebten, die gewünschten Bindungen zu ihren eigenen Kindern leichter aufbauen als Männer, die danach streben, ihre eigenen negativen Erfahrungen zu kompensieren, ohne den Vorteil positiver Verhaltensmodelle, denen sie nacheifern können. Väter mit negativen eigenen Erfahrungen können daher dazu tendieren, trotz ihrer Bemühung, es besser zu machen, die selbst erlebten Verhaltensmuster an ihrem Kind zu wiederholen.

## Schutz durch Gesellschaft und Staat
Auf eine Unterstützung der Eltern und Stärkung ihrer elterlichen Kompetenz zielen Elternkurse, Erziehungsberatung und andere sozialpädagogische Angebote. Bei konkreten Schwierigkeiten oder Belastungen können auch durch Familientherapie oder systemische Therapie Interaktionsmuster bewusst gemacht werden und gegebenenfalls Veränderungsprozesse in Gang gebracht werden.

Die Eltern-Kind-Beziehung genießt insofern besonderen Schutz als nach Artikel 16 der Allgemeinen Erklärung der Menschenrechte die Familie als natürliche Grundeinheit der Gesellschaft Anspruch hat auf Schutz durch Gesellschaft und Staat. In Deutschland ist entsprechend in Artikel 6 des Grundgesetzes der Schutz von Ehe und Familie festgelegt. Insbesondere legt Absatz 3 fest: 

„Gegen den Willen der Erziehungsberechtigten dürfen Kinder nur auf Grund eines Gesetzes von der Familie getrennt werden, wenn die Erziehungsberechtigten versagen oder wenn die Kinder aus anderen Gründen zu verwahrlosen drohen.“

 In Situationen, in denen das Wohl des Kindes durch die Eltern gefährdet ist – insbesondere bei Vernachlässigung, Misshandlung oder sexuellem Missbrauch des Kindes – besteht jedoch von staatlicher Seite das Recht und die Pflicht, zum Wohle des Kindes einzugreifen.
Für die Eltern-Kind-Beziehung ist gemeinsame Zeit erforderlich. In der 2004 verfassten „Entschließung des Europäischen Parlaments über die Vereinbarkeit von Berufs-, Familien- und Privatleben“ äußerte das Europäische Parlament die Auffassung, „dass die Familienpolitik die Voraussetzungen dafür schaffen muss, dass Eltern mehr Zeit mit ihren Kindern verbringen können, und dass eine bessere zeitliche Aufteilung zwischen dem Erwerbsleben und der Sorge für das eigene Kind in jedem Fall auch zu einem besseren Verhältnis zwischen Eltern und Kindern beitragen und sich positiv auf die Förderung der Familienbande und stabiler Familienverhältnisse auswirken würde“.

## Gesellschaftliche Entwicklung
In Deutschland hat eine Emotionalisierung der Eltern-Kind-Beziehung stattgefunden, die eng mit einem Abbau von Herrschaft in der Eltern-Kind-Beziehung verbunden ist. Hierbei wird dem Kind – bei aller Ungleichheit der Beziehung – die Mitgestaltung der Beziehung eingeräumt. Laut Trutz von Trotha wurden in Deutschland zwei gegenläufige damit einhergehende Prozesse beobachtet: eine zunehmende Kindzentrierung und Kinddezentrierung zugleich. Als mögliche Folgen nannte er eine Überforderung des Kindes, der Mutter oder des Vaters; andere sprechen von einer Konkurrenz der Eltern um das Kind.
In Deutschland trat im November 2000 das Gesetz zur Ächtung von Gewalt in der Erziehung in Kraft, das Kindern ein Recht auf gewaltfreie Erziehung zuspricht und körperliche Bestrafungen, seelische Verletzungen und andere entwürdigende Maßnahmen für unzulässig erklärt. Zugleich wurde § 16 Absatz 1 des Achten Buches Sozialgesetzbuch dahingehend ergänzt, dass die Kinder- und Jugendhilfe Wege aufzeigen sollen, wie Konfliktsituationen in der Familie gewaltfrei gelöst werden können.
Angesichts gesellschaftlicher Entwicklungen hin zu Flexibilisierung, Individualisierung und Mobilität wird die Beziehung zum Kind bisweilen als „die letzte unkündbare Beziehung“ hervorgehoben, da sie eindeutig auf Dauer angelegt ist. Selbst bei erwachsenen Kindern, die nicht mehr im Elternhaus wohnen, ist die Beziehung oft durch Intimität charakterisiert, wenn auch auf Distanz. Bei aller Mobilität innerhalb der Gesellschaft ist die Beziehung zu erwachsenen Kindern dennoch oft durch geografische Nähe gekennzeichnet: in Deutschland wohnt bei etwa 50 bis 60 Prozent der Eltern ein Kind weniger als 15 Minuten Fußweg entfernt; insbesondere in Großstädten ist die Entfernung oft gering. In dem deutschen Alterssurvey 2002 sagten mehr als neunzig Prozent der 40- bis 85-jährigen Befragten aus, ein „sehr enges“ oder „enges“ Verhältnis zu ihren jugendlichen oder erwachsenen Kindern zu haben; umgekehrt berichteten etwa drei Viertel der Befragten von „sehr engen“ oder „engen“ Beziehungen zu ihren Eltern. Solidar- und Hilfeleistungen in Form von praktischer, monetärer, kognitiver oder emotionaler Unterstützung sind häufig und verlaufen in beide Richtungen. Der Pairfam-Studie zufolge besprechen in Deutschland 55 % der 15- und 37-jährigen Töchter und 29 % der Söhne in dieser Altersspanne persönliche Dinge regelmäßig mit ihrer Mutter.
In den USA durchgeführte Langzeitstudien wiesen nach, wie sich Eltern-Kind-Beziehungen im 20. Jahrhundert im Laufe gesellschaftlicher Entwicklungen veränderten. So habe der Liberalisierungsschub der 1960er Jahre die Eltern-Kind-Beziehungen bis über das 30. Lebensjahr des Kindes hinaus deutlich verbessert. Laut John Clausen, einem der Autoren einer Langzeitstudie, sei dies dadurch zu erklären, dass die elterliche Bereitschaft, die Entwicklung ihrer Kinder zu unterstützen und sie insbesondere im Lebensalter zwischen 10 und 16 Jahren in ihren Bedürfnissen und Lebensvorstellungen ernst zu nehmen, sich langfristig positiv auf die Stabilität und Dauerhaftigkeit der Beziehungen erwachsener Kinder zu ihren Eltern auswirke.
Laut einer Auswertung der für die Jahre 1998 bis 2008 durchgeführten amerikanischen „Health and Retirement Study“ pflegen Töchter ihre Mütter dreimal so häufig, wie ihre Brüder dies tun. Bei Vätern engagieren sich Töchter und Söhne ungefähr gleich viel in der Pflege. Das Alter, in dem Eltern zum ersten Mal auf Pflege durch ihre Kinder angewiesen sind, liegt in den USA im Durchschnitt bei 77 Jahren; ihre Kinder sind zu diesem Zeitpunkt durchschnittlich 49 Jahre alt.

## Überlieferung
Die sich verändernden Beziehungen zwischen Eltern und Kind bilden ein wiederkehrendes Thema von Mythos, religiösen Schriften, Märchen und Kunst.
Die Beziehungen sind teils tragisch oder dramatisch dargestellt. In Griechischen Sagen sind Götter und Halbgötter mit ihren Verwandtschaftsbeziehungen und sich daraus ergebenden tragischen Entwicklungen dargestellt (siehe insbesondere Ödipus und Elektra).
In alttestamentlichen Schriften treten mehrere Vater-Sohn-Beziehungen hervor, so die zwischen Abraham und Isaak (mit dem Gottesgebot der Opferung Isaaks) sowie zwischen Isaak und Jakob sowie zwischen David und Abschalom (mit Abschaloms Tod). Im Neuen Testament wird die Vaterliebe zum zentralen Element (siehe auch: Religionsgeschichtliche Aspekte der Vaterliebe).
In der darstellenden Kunst ist Shakespeares Tragödie King Lear zu nennen, in der die Liebe einer Tochter zu ihrem Vater hervortritt.
In der Malerei wurden Gemälde von Vätern oder Müttern mit ihren Kindern vorrangig von Adelsfamilien in Auftrag gegeben.

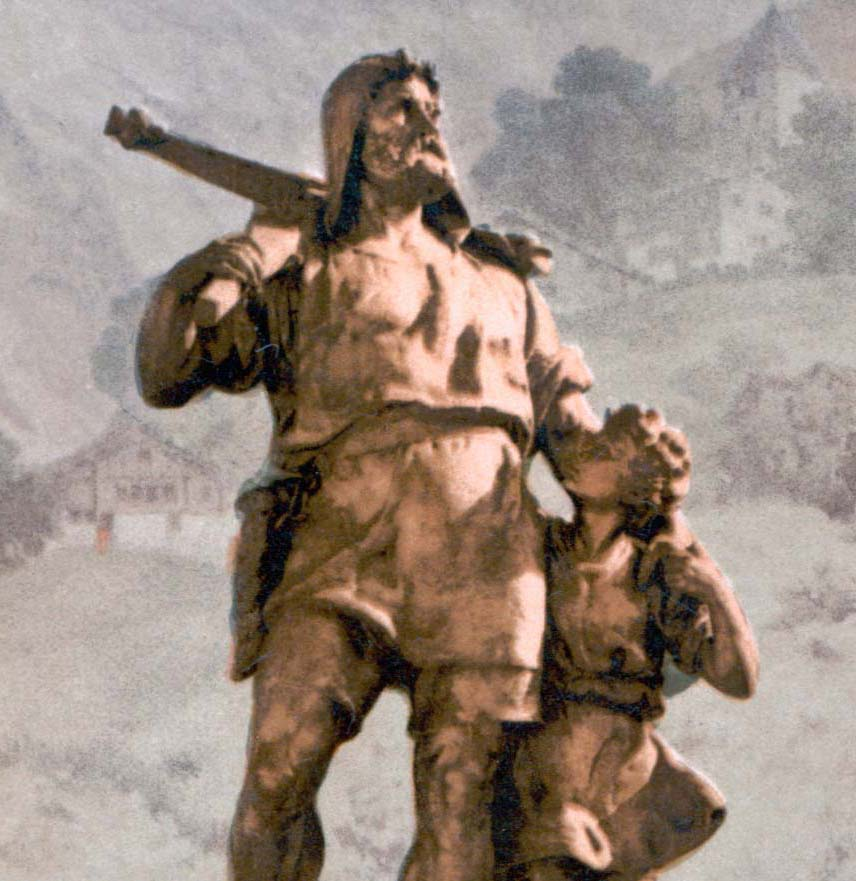
Wilhelm Tell Denkmal (Altdorf, um 1900)
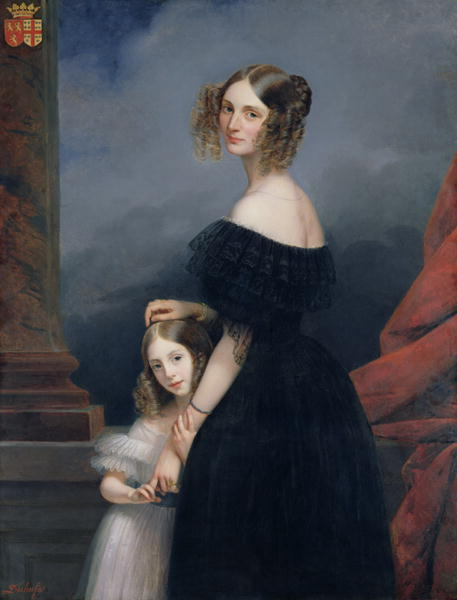
Anne-Louise Alix de Montmorency mit Tochter (ca. 1840)